# Printemps Strasbourg
 (mai 2021).
Le Printemps Strasbourg était un grand magasin détenu par le Groupe Printemps situé rue de la Haute-Montée dans le centre-ville de Strasbourg. Le magasin, composé de sept étages, proposait principalement des marques de mode, luxe et cosmétique. Il est fermé fin 2021.

## Histoire
En 1905, le magasin parisien ouvre une succursale à Strasbourg. Celle-ci s’installe dans le centre marchand de Strasbourg, dans un bâtiment de style Art Nouveau. En 1912, des travaux d’agrandissement sont entrepris.
Début 1914, après la déclaration de guerre par l’Allemagne à la France, le magasin change de nom et devient Kaufhaus Hoher Steg (Grand magasin de la Haute-Montée). L’armistice en 1918 signe la fin de la Première Guerre Mondiale. L’Alsace-Moselle redevient française et le Kaufhaus Hoher Steg redevient Le Louvre. 
En 1927, Le Louvre change à nouveau de nom et devient les Grandes Galeries, une appellation qui perdurera pendant plus de 50 ans. En 1928, l’architecte Théo Berst propose un projet de modernisation du bâtiment qu’il appellera Le Cube, et qui devient opérationnel au début des années 1930. En 1935, Robert Jung devient le nouveau directeur des Grandes Galeries.
Pendant la Seconde Guerre mondiale, les autorités d’occupation s’emparent de Strasbourg. Les Grandes Galeries perdent leur nom et deviennent Elka, contraction de Elsässisches Kaufhaus Strassburg. La guerre et la pénurie ralentissent les affaires. En 1944, Strasbourg est libérée mais les bombardements ont partiellement détruit le magasin. Les Grandes Galeries rouvrent. 
En 1961 un nouveau magasin est construit rue du Noyer. Une passerelle est aménagée afin d’assurer la liaison entre les deux bâtiments. Le 1er mars de cette même année, les Grandes Galeries adhèrent à la centrale d’achat du Printemps. En 1970, les Grandes Galeries deviennent Printemps. 
D’une superficie de 7 500 mètres carrés, le magasin a été l’objet d’une opération de rénovation entre 2011 et 2013, pour plus de quinze millions d’euros. C’est l’architecte Christian Biecher qui réalise ce projet,,.  Le magasin emploie 150 personnes. Ses effectifs ayant été divisés par deux depuis sa transformation. 
En novembre 2020 la direction du groupe annonce la fermeture du magasin pour début 2022,.

### Fermeture du magasin

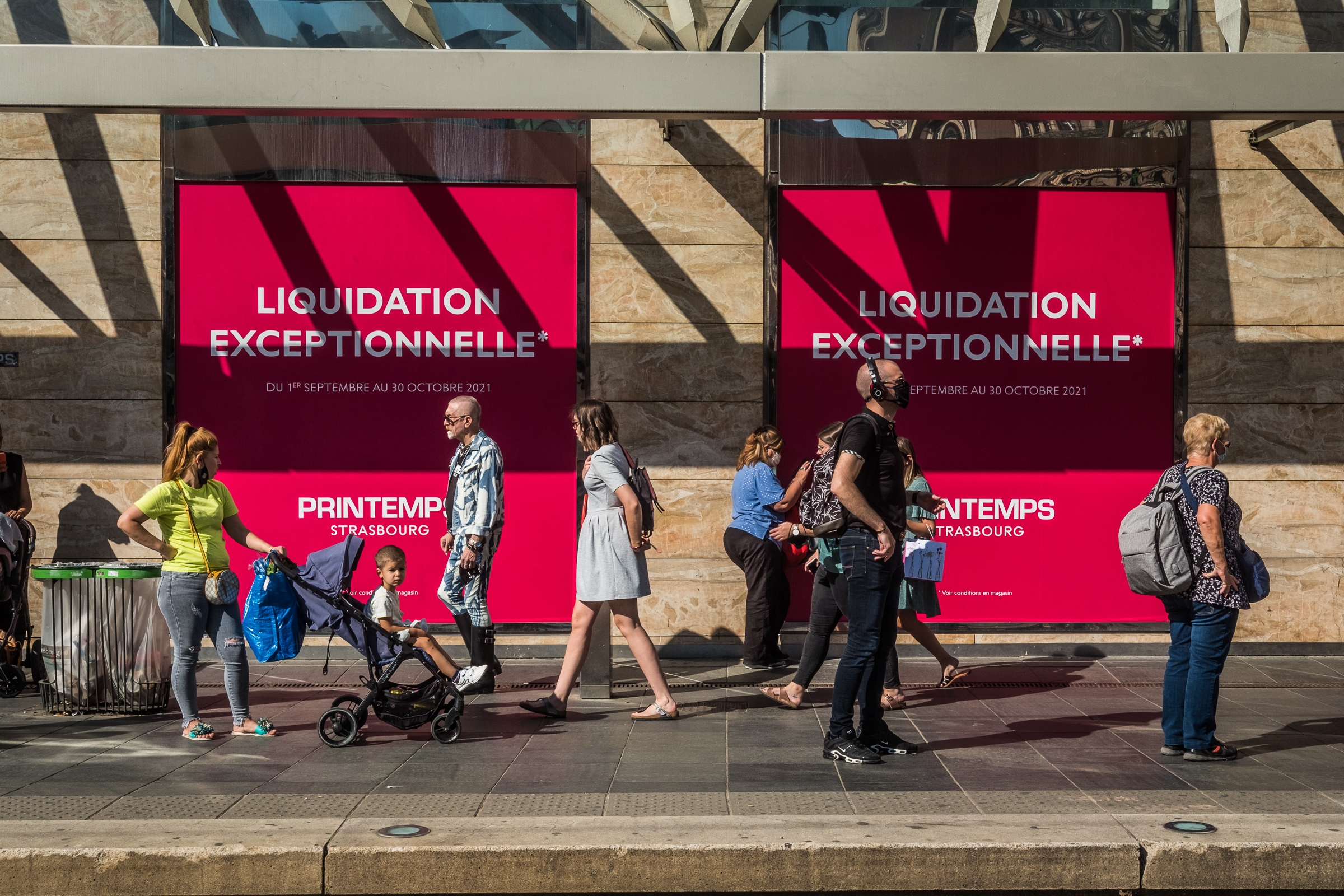
Les vitrines du Printemps Strasbourg en septembre 2021.

Confronté à la crise, la direction du Printemps signe en avril 2021 un projet de PSE avec les représentants syndicaux,. Son chiffre d’affaires est passé de 27 millions d’euros en 2013 à 16 millions en 2019 (-40 %),.
Le 1er septembre 2021, la liquidation des stocks du magasin débute. Le magasin fermera ses portes le 30 décembre 2021.